# Sara Simeoni
Sara Simeoni, född den 19 april 1953, Rivoli Veronese, Italien, är en italiensk före detta friidrottare (höjdhoppare) som tävlade under 1970-talet och 1980-talet. Simeoni tillhör de mest framgångsrika höjdhopparna med bland annat OS-guld 1980 samt två OS-silver. 
Sara Simeoni började som barn med friidrott och tillhörde de första som började anamma Fosbury-floppen. 1970 blev hon för första gången italiensk mästare. Hon tränades av Erminio Azzaro som hon senare gifte sig med. Simeonis första större framgång kom vid EM 1974 då hon blev bronsmedaljör. Vid OS 1976 i Montréal blev hon silvermedaljör efter Rosemarie Ackermann. Vid EM 1978 i Prag fick hon revansch på östtyskan då hon vann inte bara EM-guld utan även noterade ett nytt världsrekord med 2,01. Hoppet som var det högsta som Simeoni presterade i sin karriär stod sig som italienskt rekord fram till 2007 då Antonietta Di Martino slog det. 
Simeonis främsta merit är från OS 1980 i Moskva där hon vann guld. Under EM 1982 i Aten kunde hon inte leva upp till de två gulden och hon slutade bara på tredje plats. Dessutom förlorade hon världsrekordet till Ulrike Meyfarth som hoppade 2,02 i finalen. Simeoni deltog även vid OS 1984 i Los Angeles där hon blev silvermedaljör efter att åter ha förlorat mot Meyfarth. Vid OS 1984 var hon Italiens fanbärare. Simeoni har vunnit fyra EM-guld inomhus. Efter EM 1986 där Simeoni inte lyckades kvalificera sig till finalomgången valde hon att avsluta sin karriär.